# جحر الديك
تقع قرية جحر الديك في جنوب المحافظة في منتصف المسافة بين مدينة غزة والمعسكرات الوسطى، وتبعد عن مدينة غزة مسافة 8كم، يحدها شرقا الخط الأخضر، وغربا شارع صلاح الدين، أما شمالا فيحدها طريق كارني نيتساريم، وجنوبا يحدها وادي غزة، تبلغ مساحة النفوذ 6200 دونم، تعتبر جحر الديك قرية زراعية حدودية، وهذا ما يعرضها دائما لتجريف أراضيها بفعل الاجتياحات الإسرائيلية، بلغ عدد سكانها في عام 2010م حوالي 3144 نسمة، يعتمد سكانها بالأساس على زراعاتهم من ناحية اقتصادية وأهم مزروعاتهم الزيتون والحمضيات والخضروات، القرية قليلة الخدمات فلا يوجد فيها إلا مدرسة واحدة للبنات لكافة المستويات التعليمية، بالنسبة للخدمات الصحية فيوجد في القرية مركز صحي واحد تبلغ المساحة العمرانية فيها 100 دونم، النمط العمراني لبيوتها هو النمط المتناثر، البيوت من الطابق الأول أو الثاني، وفيها بيوت من الأسبست أو الزينقو.
قرية وادي غزة، التي لا يعرفها الفلسطينيون إلا باسم «جحر الديك»، هي مكبّ النفايات الوحيد في قطاع غزة، لكنها في الوقت نفسه جزء من سلة الخضروات المهمة في القطاع، كونها من المناطق الأكثر خصوبةً للزراعة.

## نبذة عن القرية
تقع قرية جحر الديك في جنوب محافظة غزة في منتصف المسافة بين مدينة غزة والمعسكرات الوسطى، وتبعد عن مدينة غزة مسافة 8 كم، يحدها شرقًا الخط الأخضر (الأراضي المحتلة عام 1948)، وغربًا شارع صلاح الدين، أما شمالاً فيحدها طريق معبر المنطار «كارني»، وجنوبًا يحدها وادي غزة.
وتعاني القرية من قلة الخدمات، فلا يوجد فيها إلا مدرسة واحدة للبنات لكافة المستويات التعليمية، وبالنسبة للخدمات الصحية فيوجد في القرية مركز صحي واحد، فيما تبلغ المساحة العمرانية فيها 100 دونم.

## سلة غذاء غزة
قرية "جحر الديك توفر جزءًا كبير من المنتجات الزراعية لسكان القرية بشكلٍ خاص وسكان قطاع غزة بشكلٍ عام.
والواقع الموجود والمرير أنه كلما يزرع الفلاح مزروعاته يأتي الجيش الصهيوني ليدمرها، وفي النهاية لا يستطيع المزارع الرحيل عن هذه المنطقة، لأنها مهنته الوحيدة وأرضه ولا يستطيع أن يفارقها، ويعتاش منها هو وأولاده.

## التضاريس
تتميز قرية وادي غزة (جحر الديك) بطبيعتها السهلية، وتتخللها بعض المرتفعات مثل تل الغلاييني، وتل جحر الديك، وتنحدر اراضيها من الشمال الشرقي نحو الجنوب حيث مجرى وادي غزة.

## الموارد المائية
تعتمد القرية على مياه الابار الارتوازية للشرب وري المزروعات وتعتبر معظم المياه مالحة في القرية بسبب حفر الجانب الإسرائيلي لابار المياه على طول خط الهدنة من جهة الشرق.

## التربة
تقسم أنواع التربة في البلدة إلى ثلاثة وهى:
- التربة الطينية
- تربة الكركار
- التربة المختلطة

## المناخ
يندرج مناخها ضمن مناخ حوض البحر المتوسط.

## منطقة حدودية
هذه القرية التي تتعرض بمزارعها وسكانها ومنازلها وممتلكاتها بشكل يومي للدمار والتجريف من قبل الاحتلال الصهيوني، حتى بات الأمر معتادًا عليه من قبل الغزيين عمومًا؛ حيث إنها منطقة حدودية.

### الدمار الأخير في 2014
رئيس بلدية وادي غزة، سالم أبو عيادة، أكدّ أن 580 بيتًا تعرضوا لدمار كلي خلال العدوان الأخير العام الماضي (حرب العصف المأكول عام 2014)، فيما تعرض أكثر من 300 بيت لدمار جزئي، وقد نال الدمار معظم بيوت القرية بشكل مختلف.
ونوه رئيس البلدية بأن القرية تتعرض بشكل مستمر للعدوان الصهيوني حتى في غير أوقات الحروب؛ حيث تعاني من تجريف الأراضي الزراعية بشكلٍ مستمر، كونها منطقة حدودية لا تبعد أكثر من كيلومتر واحد عن الحدود مع الأراضي الفلسطينية المحتلة عام 1948.

## الوضع الاقتصادي للسكان
النشاط الاقتصادي ضعيف في البلدة.

### دعم شحيح
يؤكد رئيس البلدية، أنه لا يوجد دعم أو إسناد حقيقي لهذه المنطقة وأهلها، ويضيف: «المفروض أن المناطق الحدودية يكون لها سياسات موجودة لدى الحكومة بتثبيت المواطنين والمزارعين في هذه المناطق، بما يعني أن توفر لهم سبل العيش الكريم والعمل والمساعدة بما ينعكس بدوره على جميع سكان قطاع غزة».
وينوه بأنه حتى 2015 منذ انتهاء الحرب على غزة 2014، لم يتحرك أحد باتجاه سكان قرية وادي غزة (جحر الديك)، مهيبًا بكل المسؤولين والمؤسسات المعنية بمساعدة الناس وإعادة إعمار البيوت المدمرة عمومًا والمزارع خصوصًا والتي تمثل شريان الحياة لسكان المنطقة وأهالي قطاع غزة.
ويعاني أهالي جحر الديك من حياة بائسة بسبب حالة التهميش وارتفاع درجات الحرارة التي تؤثر بشكل سلبي على السكان الذين يعيشون في الخيام والكرفانات والبيوت المصنوعة من «الزينكو»، وتمنى أبو عيادة على الإعلام نقل الصورة الحقيقية عن المنطقة للعالم أجمع والمسؤولين، حتى يقدموا المساعدة للمواطنين الذين هم بأمس الحاجة لها.

### تضرر المزارعين من الاحتلال
دمر الاحتلال في الحرب على غزة 2014 قرابة 1000 منزل منها 570 بشكل كلي، والبقية بأضرار متفاوتة بينما فقد المئات مزارعهم وأشجارهم.
نبيل شمالي مزارع من قرية جحر الديك، أكد أنه نظرًا لضيق المساحات في قطاع غزة؛ حيث لا يوجد مناطق زراعية في القطاع سوى الحدودية منها، لأنه غير مسموح لهم أن يعملوا في مناطق أخرى غير المناطق الزراعية.
ويقول شمالي إنه منذ وجودهم في تلك المنطقة وهم يتعرضون لمعاناة مستمرة من تجريف إلى تدمير إلى منخفضات وليس آخرًا بدرجة الحرارة المرتفعة.
وقال: «هناك تهميش مش بسيط لهذه القرية وخاصة فئة المزارعين، حتى في الحرب الأخيرة عام 2014، كل الوزارات عوضت المتضررين إلا الزراعة، وحتى آثار الدمار لم يتم إزالتها».
ويضيف: «مزارعنا كانت تحوي ضعف ما هو عليه اليوم؛ حيث كانت تضم أكثر من 50-60 ألف دجاجة، أما اليوم فقد تقلصت الكمية إلى النصف بسبب تدمير الاحتلال لجزء كبير من هذه المزارع».

## في الحرب 2014
دمر الاحتلال الاسرائيلي في الحرب على غزة 2014 قرابة 1000 منزل منها 570 بشكل كلي، والبقية بأضرار متفاوتة بينما فقد المئات مزارعهم وأشجارهم.
وقتل العشرات من أبناء القرية. في حين ردت المقاومة الفلسطينية على هذا الهجوم.

### كتائب القسام تخوض معركة بالقرية وتنفذ كمين ناجح
نشرت كتائب الشهيد عز الدين القسام الجناح العسكري لحماس، صورًا قالت إنّها «لسحق دبابة ميركافاه إسرائيلية»، في منطقة جحر الديك جنوب شرق مدينة غزة حدثت في معركة العصف المأكول.
وأشارت الكتائب إلى أنّ عملية «السحق» كانت بكمين لوحدة النخبة، خلال العدوان الأخير على قطاع غزة، أدّى إلى تدمير إحدى الدبابات «الإسرائيلية» (الميركافاه) بشكل كامل، وقتل جنود بداخلها، وظهرت صورهم أشلاء في صور نشرها القسام على موقعه الإلكتروني.
وفي الذكرى الأولى للمعركة وفي 21 آب / يوليو 2015. تكشف كتائب القسام لأول مرة خفايا كمين محكم نفذته إحدى مجموعات النخبة التابعة لها، بالقرية، وتنشر صوراً حصل عليها موقع القسام تعود لنتائج هذا الكمين القسامي، وتظهر دبابة «ميركافاه» وقعت في الكمين، وقد دمرت بشكل شبه كامل.
وسردت التفاصيل الكاملة من نقطة الاستعداد والتجهيز مروراً بالرصد وصولاً إلى تدمير «الميركافاه» وتطاير اجزائها ومن ثم الانسحاب من المكان، على لسان القائد الميداني في وحدة النخبة «أبو محمد»، والمجاهدين «أبو عبد الله» و «أبو أحمد» الذين نفذوا المهمة.
وكانت وحدة النخبة في كتائب القسام بالقرية أعدّت خطة محكمة لضرب الجيش الإسرائيلي في مقتل، ونظراً لطبيعة المنطقة المنعزلة والقريبة من العدو، اعتمدت الوحدة على استخدام أسلوب «الكمائن».
وبعد دراسة المنطقة ومسرح العمليات، اُتخِذ القرار بعمل كمين «مثلث مغلق»، مكون من 3 نقاط تتمتع كل نقطة بوجود عتاد متنوع (دروع/أفراد)، الهدف منه تدمير الآليات والافراد في حال الدخول من أي اتجاه، وبعد وضع الخطة أُعطيت الأوامر ببدء عمل «وصلات صغيرة»، تكون حصناً للمجاهدين خلال المعركة، من القصف المدفعي والرؤية الليلة والحرارية من الطائرات الإسرائيلية.
بدأت الحرب «الإسرائيلية» على قطاع غزة، وصدرت الأوامر من القيادة العسكرية، بشحن الكمائن واستنفار المجاهدين، وأعطى القائد الميداني «أبو محمد» التوجيهات والتعليمات الهامة لهم، ورغم القصف والتحليق المكثف لطائرات العدو استطاع المجاهدون الوصول إلى الكمائن بطرق آمنة.
ومع شدة القصف من مدفعية وطائرات العدو، تعرض الكمين للقصف، فيما لم يصب كمين النقطة الشمالية والتي تبعد مئات الأمتار قبالة الخط الزائل، فاستطاع مجاهدان من وحدة النخبة القسامية، التنقل بين الوصلة المعدة مسبقاً والدشمة التي انشأت خلال المعركة للمساعدة في المناورة، والتحصن فيها فترة القصف الجوي، إلى أن قرر العدو الغوص في وحل غزة.
ومكث المجاهدان «أبو أنس» و «أبو حمزة» من وحدة النخبة 13 يوماً في نقطة الكمين، منتظرين وقوع العدو في المقتلة المعدة مسبقاً، وطيلة فترة القصف الجوي الصهيوني، تنقل المجاهدان في النقطة بين «الوصلة والدشمة»، التي أعدت لكمائن الآليات والأفراد.
تمكن المجاهدان من عمل «الدشمة» (خندق صغير) الجديدة مع دخول الحرب الأيام الأولى، وتحصينها بشكل جيد من قذائف المدفعية لقربها كثيرًا من العدو، فهي لا تبعد سوى 800 متر من الخط الزائل، شرق القرية وسط قطاع غزة، واستمر التواصل المباشر مع الشهيد القائد/ معاذ أبو زايد والقائد الميداني «أبو محمد»، باستخدام وسائل اتصال خاصة، في إعطاء الأوامر ومتابعة الخطط، وقضى المجاهدين 13 يوماً من رمضان، في الدعاء والاستغفار وختمات القرآن، واقتصر سحورهم وإفطارهم على شربة من ماء.
وطيلة هذه الفترة برزت كرامات من الله عز وجل في حفظ المجاهدين وتثبيتهم كان منها، مكوث المجاهدين في نقطة الكمين بأمان، رغم استخدام العدو لسياسة الأرض المحروقة، التي طالت الأراضي الزراعية ودمرت جميع المنازل المحيطة بالكمين، كما استطاع المجاهدان استخدام طرق في الاخفاء التمويه لرصد العدو دون كشفهم.
وفي اليوم الأخير من القصف الجوي، وتحديداً في اليوم الـ 20 من الحرب الساعة 11 ليلاً، بدأ العدو بالتقدم نحو قرية جحر الديك، ورصد المجاهدان تقدم قوة عسكرية مؤللة مكونة من جرافتين وعدد من دبابات «الميركافاه»، بعد ورود معلومات إليهم من القائد الميداني بوجود حشودات عسكرية على بوابة النسر تستعد للتقدم، وعاد العدو الكرّة واستخدم سياسة الأرض المحروقة، بمعنى تدمير كل ما هو أمامه، في محاولة لتأمين تقدمه نحو المنطقة، حتى وصلت الآليات إلى مسافة قريبة جداً من نقطة الكمين لا تتجاوز 5 أمتار.
وفي تمام الساعة 6:30 صباحاً 21 تموز 2014، استقرّت دبابة «الميركافاه»، فوق عبوة برميلية (أكبر من عبوة شواظ) تزن 60 كجم، رغم تخطيها للعبوة ثم عودتها إلى الوراء مرة أخرى، ومن تقديرات المجاهدين أن «الميركافاه» هي لقيادة عمليات العدو، وكان أحد الضباط الصهاينة قد اعتلى ظهر الدبابة، ووقع نظره على المجاهدين بشكل مباشر إلا أنه لم يراهم .
اتخذ المجاهدان القرار بتفعيل العبوة المخصصة للآليات، وتحييد عبوات الأفراد نظراً لتواجد الجنود داخل الآليات، وخوفهم من النزول إلى أرض المعركة.
واستطاعوا توجيه ضربة قوية للعدو بعد دخوله مئات الأمتار، فتمكن المجاهدان من تفجير العبوة البرميلية أسفل الدبابة، فوقع انفجار ضخم، وتطايرت حطام الدبابة في كل مكان، ومن هول المنظر وقوة الانفجار، توقفت الآليات عن الحركة وخفت إطلاق النار، بينما تعالى أصوات صراخ الجنود ونداءات الاستغاثة في المكان، ووقف الجيش الإسرائيلي عاجزاً لأكثر من نصف ساعة عن إسعاف قتلاه وجرحاه.
وبعد وقوع العدو في المقتلة وتدمير «الميركافاه» قرر المجاهدان الانسحاب من المكان رغم محاصرة العدو لهم من 3 جهات، واستطاعا الوصول إلى مكان آمن رغم كثافة النيران وتعرضهم للقصف من طائرات الاف 16 بأربعة صواريخ، الا أن عناية الله تدخلت في حفظهم حتى عادا بسلام، بكامل عتادهما العسكري.
وبعد انتهاء المعركة توجه المجاهدون إلى مكان التفجير، ليشاهدوا بقايا أشلاء الميركافاه محترقة ومتناثرة في المكان، واستدلوا على أن سبب ذلك هو وقوع انفجار وحريق ضخم في الآلية المستهدفة، وحاول العدو أن يخفي آثار الدمار الذي لحق بأقوى آلياته تحصيناً، وتظهر الصور الخاصة بالقسام آثار الدمار والأشلاء والدماء في المكان.